# Памятник мячу (Харьков)
Памятник футбольному мячу в Харькове — памятник в виде бронзового мяча на постаменте в Харькове, расположенный по адресу: улица Сумская, Аллея спортивной славы в городском саду Шевченко.

## История сооружения

### Предыстория
На месте будущего памятника, по воспоминаниям старожилов, начиная с 1950-х годов располагалась так называемая футбольная «брехаловка», где на газетных стендах можно было почитать «Советский спорт», поделиться новостями, обсудить последние матчи. Перед Московской Олимпиадой 1980 года городские власти соорудили здесь архитектурную композицию с эмблемой игр, что фактически означало признание сложившейся традиции. Начиная с 1991 года в связи с упадком спорта и ухудшением результатов харьковской футбольной команды «Металлист», «брехаловка» пришла в запущенное состояние. В начале 2000-х годов городские власти принялись за её реконструкцию.

### Сооружение
В целях популяризации своей команды в глазах харьковчан руководство клуба «Металлист» приняло решение выделить средства на восстановление площадки. Спонсором реконструкции выступила табачная фабрика АО «Филип Моррис Украина» Площадка была благоустроена, на ней появилось освещение, новые стенды, материалы которых рассказывают о спортивной жизни Харькова. А также для площадки был заказан бронзовый монумент, изображающий мяч.

### Открытие
Памятник был открыт 24 августа 2001 года в день празднования 10-й годовщины Дня независимости Украины и в рамках празднования очередной даты дня города (23 августа). В церемонии его открытия принял участие украинский футболист Олег Блохин, который первым расписался на «мяче», руководители города и области, спортсмены.

### Авторы памятника
Выбор места композиции и общее руководство проектом В. Бабаев. Идея проекта и дизайнерское решение — главный художник Харькова С. Дуденко. Архитектурно-планировочное решение — В. Тишевский, скульптурная форма футбольного мяча — О. Шевчук, технический руководитель проекта — А. Попов.

## Композиция и технические данные
Памятник представляет собой постамент из чёрного гранита с крыльями для освещения и с бронзовым футбольным мячом диаметром 1,5 м. Вес монумента свыше 2 тонн.

## Интересные факты

Другой памятник мячу, уже на проспекте Гагарина, 2008 года — к ЕВРО-2012

- Накануне приезда исполнительного директора УЕФА Дэвида Тейлора 2 февраля 2009 года по поводу инспектирования подготовки Харькова к проведению матчей Евро-2012, гранитная часть памятника была повреждена вандалами и растащена. Городским властям пришлось спешно восстанавливать памятник. Работы были завершены за несколько часов до визита европейского футбольного чиновника к достопримечательности.[2]
- После символической росписи Блохина на мяче многие посетители памятника считают необходимым также оставить на нём свой автограф. Памятник многократно зарисовывался полностью, а затем заново отмывался, и снова зарисовывался.